# Inuitpartiet
Partii Inuit är ett politiskt parti i Grönland. Det bildades i januari 2013 och ställde upp i landstingsvalet i mars 2013.
Initiativtagare och ordförande är Nikku Olsen, som tidigare suttit i styrelsen för det socialistiska Inuit Ataqatigiit.
Vid valet 2013 fick partiet 1 930 röster. Det motsvarar 6,4 procent av antalet avgivna röster, vilket gav två platser i landstinget. Partii Inuit ingick  i regeringen Aleqa Hammond, i koalition med Siumut och Atássut. Partii Inuit fick ministerposten för bostads-, natur- och miljöfrågor.  
Vid valet i november 2014 fick partiet 1,6 % av rösterna, och inget mandat i Landstinget.